# The Annotated Alice
The Annotated Alice é um livro de 1960 de Martin Gardner que incorpora o texto dos principais contos de Lewis Carroll, As Aventuras de Alice no País das Maravilhas (1865) e Através do Espelho (1871), bem como as ilustrações originais de John Tenniel. É um livro que contém anotações extensas explicando referências contemporâneas (incluindo os poemas vitorianos que Carroll satiriza), conceitos matemáticos, jogos de palavras e tradições vitorianas (como o jogo de salão snap-dragons) apresentados nos dois livros.

## História
O livro original foi publicado pela primeira vez em 1960. Foi reimpresso diversas vezes e traduzido para o francês, italiano, japonês, português, russo, espanhol, alemão e hebraico.
Em 1990, uma continuação, More Annotated Alice, foi publicada. Esta sequência não contém as notas laterais originais e as ilustrações de Tenniel foram substituídas pelas de Peter Newell. A continuação também contém o capítulo suprimido "A Vespa na Peruca", que Carroll omitiu do texto de Através do Espelho por recomendação de Tenniel.
Em 1999, a edição definitiva foi publicada. Esta edição combina as notas de ambas as obras e apresenta as ilustrações de Tenniel em qualidade aprimorada.
Gardner também compilou um volume complementar, The Annotated Snark, dedicado ao clássico poema nonsense de Carroll, The Hunting of the Snark.
Em 2015, foi publicada The Annotated Alice: 150th Anniversary Deluxe Edition, combinando os trabalhos anteriores de Gardner e expandidos por Mark Burstein, presidente emérito da Lewis Carroll Society of North America. Inclui recursos como mais de 100 anotações novas ou atualizadas, mais de 100 novas ilustrações de Salvador Dalí, Beatrix Potter, Ralph Steadman e 42 outros artistas e ilustradores (além da arte original de Sir John Tenniel) e uma filmografia de todos os filmes relacionados a Alice pelo estudioso de Carroll, David Schaefer.

## Edições
- The Annotated Alice: Alice's Adventures in Wonderland & Through the Looking Glass by Lewis Carroll, Illustrated by John Tenniel by Martin Gardner (1960), New York, Bramhall House ISBN 0-517-02962-6
- More Annotated Alice by Martin Gardner (1990) ISBN 0-394-58571-2
- The Annotated Alice: The Definitive Edition by Martin Gardner (1998/1999) ISBN 0-393-04847-0
- The Annotated Alice: 150th Anniversary Deluxe Edition by Martin Gardner and Mark Burstein (2015) ISBN 978-0-393-24543-1